# Antoine d'Averoult
Antoine d'Averoult, né en 1553 et mort le 21 septembre 1614 à Tournai, est un prêtre jésuite des Pays-Bas méridionaux, prédicateur et auteur spirituel de renom. Un de ses ouvrages de piété lui assura la notoriété.

## Biographie
Antoine d'Averoult ou, selon la Bibliothèque nationale de France « Joannes Davroutius », est né en 1553 ou 1554, à Bomy, commune du Pas-de-Calais, alors appelée Bomy-les-Thérouanne,.
Dès ses premières études à l'Université de Louvain, il semble y faire sa carrière. Il apprend d'abord la philosophie, ensuite la théologie au collège louvaniste du Faucon (pédagogie du Faucon). Promu bachelier en théologie il reçoit l'ordination sacerdotale avant 1598.
Nommé recteur du collège du Faucon en 1598, Antoine d'Averoult quitte cette fonction en 1600 pour entrer, la même année, dans la Compagnie de Jésus. Après son noviciat, il est chargé pendant neuf ans de la direction spirituelle d'un monastère où il entend les confessions deux fois par semaine. Il a une large part dans l'affermissement de la piété dans cet établissement.
Doté d'une éloquence naturelle remarquable, ses supérieurs religieux le chargent d'aller prêcher, particulièrement en Artois, contre le protestantisme. Il travaille à favoriser la restauration des églises pillées lors de la furie iconoclaste et joue un rôle majeur dans le rétablissement du culte des images.
Il prépare en parallèle un ouvrage de piété, publié en 1603, qui lui assura une très grande notoriété. Il en effectue lui-même la traduction latine, parue en 1614.
Antoine d'Averoult s'était lié d'amitié avec un avocat douaisien amateur de poésie, Jean Loys.
Il meurt à la residence jésuite de Tournai le 21 septembre 1614, à l'âge de 60 ans.

## Écrits
Antoine d'Averoult est essentiellement l'auteur d'un ouvrage à grand succès plusieurs fois réédité disponible en ligne, et encore en vente, dans des éditions reliées, sur des sites de ventes d'objet d'art, :
- Les Fleurs des Exemples ou Catéchisme historial, titre abrégé (titre complet : Les Fleurs des Exemples ou Catéchisme historial, contenant des miracles & et beaux discours, tirez tant de l'Éscriture Sainte, des SS. Pères, & anciens Docteurs de l'Église, que d'autres Auteurs célèbres, dignes de foi, & véritables, sacrez principalement, & bien approuvez[3]), en deux volumes (trois, voire quatre volumes dans des éditions ultérieures revues et corrigées), publié en 1603, à Douai. Antoine d'Averoult se charge lui-même de la traduction en latin, parue en 1614, l'année de sa mort[4]. Une autre version en latin éditée à Cologne en 1624 est considérée comme la plus complète[2]. Après 1624, cet ouvrage de compilation parut, mêlé à une autre compilation qui avait un succès du même ordre, Magnum speculum exemplorum du père Jean Le Mayeur[4], notamment lors d'une version en polonais[2]. Des éditions ultérieures ont été publiées avec un titre plus ou moins modifié[3],[11].

- D'autres livres pieux, en français et en latin, où Antoine d'Averoult traite notamment des maladies de l'âme.
  - Pii gemitus catholicarum : adjecta sunt remedia spiritualia contra pestem, Douai, 1614. Il en existe une édition française : Pieux gémissements des catholiques, a jetter es presentes calamitez de l'Église Catholique, Apostolique & Romaine, disponible en ligne[12]. Il s'agit d'un recueil de prières et de litanies[3].
  - Hortulus Beatæ Mariæ Virginis, Cologne, 1616 (posthume)[2].
  - Excellens remèdes ou preservatifs contre la peste et autre maladie contagieuse, par lesquels l'on se pourra assurément préserver et garantir les dites maladies, Lyon, 1619 (posthume) [11].

## Évaluation
Jules de Saint-Genois porte un jugement mitigé sur l'œuvre d'Antoine d'Averoult : elle contiendrait des erreurs, renfermerait beaucoup de faits apocryphes et révélerait parfois une critique peu judicieuse. De même, l'article publié dans les Mémoires pour servir à l'histoire littéraire des Pays-Bas observe que l'auteur a utilisé beaucoup de textes discutables.
Une source, le disant né à Aire, fait de lui un maître directeur de collège à Bruges avant de le devenir à Louvain et lui attribue, outre son ouvrage principal, un traité de l'éloquence de la chaire.